# Gryllus Kiadó
A Gryllus Kiadó a Kaláka együttes lemezei és saját kiadványok megjelentetésére alakult 1991-ben.

## Története
Elsőnek Gryllus Dániel–Sumonyi Zoltán Pál apostol – dalok Pál levelei szerint című kiadványa jelent meg, hagyományos vinillemezen. 
2015-ben több mint százötven kiadvánnyal büszkélkedhet a kiadó és személyesen a Kalákából ismert Gryllus Dániel. Olyan előadók szerepelnek a katalógusban, mint Kobzos Kiss Tamás, Sebő Ferenc, Sebestyén Márta, Cseh Tamás, Palya Bea, Ferenczi György és a Rackajam, Nyeső Mari, a Misztrál együttes, Bognár Szilvia, Szirtes Edina Mókus, Sator Quartet.